# Otto Hooff
Otto Hooff (Berlino, 29 marzo 1881 – Bremerhaven, 21 dicembre 1960) è stato un tuffatore tedesco.
Prese parte ai Giochi olimpici di Saint Louis 1904, arrivando quinto nella gara di tuffi dalla piattaforma.